# Malá Stanišovská jeskyně
Malá Stanišovská jeskyně se nachází v katastrálním obce Liptovský Ján v okrese Liptovský Mikuláš v Žilinském kraji na Slovensku. Jeskyně je chráněna jako přírodní památka, která byla vyhlášena v roce 1944. Jeskyně leží v Jánské dolině na území národního parku Nízké Tatry. 
Její délka je 871 metrů a hloubka dosahuje 28 metrů. Pro veřejnost je od 15. ledna 2010 zpřístupněno 410 metrů.
Malá Stanišovská jeskyně spolu s Velkou Stanišovskou jeskyní a Novou Stanišovskou jeskyní byly vytvořeny podzemními vodními toky v guttensteinských vápencích v období pleistocénu. Jsou součástí někdejšího rozsáhlého jeskynního systému v dolní části Jánské doliny. V jeskynním systému je zmapováno přes sedm kilometrů podzemních prostor.

## Historie
Malá i Velká Stanišovská jeskyně byly místním obyvatelům známy od nepaměti. První písemná zmínka o jeskyních v údolí nad Liptovským svatým Janem pochází z roku 1689 z pera Martina Sentivániho. Jeskyně navštívil v roce 1720 i Georg Buchholtz mladší a stručně se o nich zmínil i Matej Bel v druhém svazku svých Notícií z roku 1736. Stanišovské jeskyně byly v dalších obdobích účelem vědeckých i vlastivědných výprav. V tomto období byly objeveny i další podzemní prostory, jako pokračování známých jeskyní. O popularizaci Stanišovských jeskyní se v první polovině 20. století zasloužil zejména Miloš Janoška, spoluzakladatel časopisu Krásy Slovenska a Tatranského spolku turistického. V šedesátých letech 20. století byl zásluhou místního amatérského speleologa Stanislava Šrola (1925–1992) objeven vchod do té doby neznámé Nové Stanišovské jeskyně. V průběhu 20. století docházelo ke značné devastaci Stanišovských jeskyní ze strany příležitostných návštěvníků. V sedmdesátých letech byl z důvodu ochrany národní přírodní památky uzavřen vchod do Velké Stanišovské jeskyně.
Malá Stanišovská jeskyně je aktuálně ve správě aktivních místních jeskyňářů, kteří se sami zavázali zachránit ji před dalším poškozováním. V současnosti se v blízkosti jeskyně nachází parkoviště, kde je možné zaparkovat automobil a zrekonstruovaná chata, kde je možné zakoupit vstupenky. Návštěvníci jeskyně mají příležitost obdivovat podzemní přírodní krásy a seznámit se se základními aspekty jeskyňářského průzkumu jeskyní a speleologie. Výzdoba jeskyně je tvořena převážně sintrovými nátky. V jarním období se ve vchodových partiích tvoří ledové stalagmity.
Jeskyně je střední obtížnosti. Nenacházejí se zde betonové chodníky ani výraznější terénní úpravy. Dno jeskyně je pokryto hlinito-kamenitou sutí, místy s většími zřícenými balvany. Jeskyně není osvětlená. Každý návštěvník od průvodce obdrží čelovou lampu a cestu si osvětluje sám.